# Medical Research Council
Il Medical Research Council (MRC) è responsabile del coordinamento e del finanziamento della ricerca medica nel Regno Unito. Fa parte dell'UK Research and Innovation (UKRI), che è entrato in funzione il 1º aprile 2018, e riunisce i sette consigli di ricerca del Regno Unito, Innovate UK e Research England.